# Miguel de Olivares (arquitecto)
Miguel de Olivares y Guerrero (Ubrique, Cádiz, 12 de septiembre de 1748 - Cádiz, 25 de abril de 1813) fue un arquitecto del neoclasicismo español, que desde la segunda mitad del siglo XVIII trabajó en la zona gaditana. 

## Biografía
Su nombre completo fue Miguel Diego Narciso Olivares, era natural de Ubrique, nacido el 12 de septiembre de 1748, y bautizado el 15 del mismo mes por el cura más antiguo que había en ese momento en la localidad, Julián Antonio Serrano. Su padre Vicente Olivares, era natural de Antequera, y su madre Mariana de Morales, natural de Ubrique, eligieron como padrinos a Diego Hidalgo y María González, ambos de la vecina villa de Grazalema. 
Tuvo un hermano, Francisco de Olivares, que sepamos hasta el momento.
Años más tarde contrajo matrimonio con la jerezana Matilde Valcárcel Baeza en 1773 y tuvo varios hijos: Vicente Antonio, Sabina, Andrés, Vicenta María, Miguel Bartolomé y Miguel Pedro.
Fue discípulo de Torcuato Cayón de la Vega, autor que supuso la transición desde las formas barrocas a las neoclásicas. En su escuela se formó y con él comenzó trabajando como delineante.
La trayectoria artística de Olivares se puede considerar comenzada en 1772, al ser nombrado aparejador de las obras de la Colegiata de Jerez, donde llevó a cabo la cúpula y la portada de la sacristía. Tras la muerte de Cayón fue designado arquitecto de la Catedral de Cádiz, con el sueldo de 800 pesos anuales. Se le puso la condición que tenía que ser nombrado miembro de la Academia de San Fernando de Madrid en el plazo de seis meses, lo que consiguió en 1787. 
Durante su ausencia fue nombrado director interino José Prat. Es cuando se trazan las pechinas de la cúpula. Como los cortes de la piedra no eran "arreglados al arte", según el cabildo, se pidió a la Academia que enviase un arquitecto. Manuel Machuca y Vargas fue nombrado Director principal, quien dejó a Olivares para la ejecución de los trabajos. En 1790 sería nombrado Director constructor. Realizó las bóvedas y las torres hasta la balaustrada. 
Uno de los edificios más interesantes de la arquitectura civil gaditana del siglo XVIII es el que Olivares diseñó en enero de 1795. Se trata de la Casa de los Pazos de Miranda en la plaza de San Juan de Dios, esquina a las calles Pelota, San Fernando y Marqués de Cádiz, que era propiedad de Fernando Antonio Pazos de Miranda, que aún subsiste hoy. 
El edificio es de cinco plantas. La decoración exterior se distribuye en dos órdenes: las tres plantas inferiores con paramento almohadillado y las dos restantes agrupadas por un orden gigante de pilastras jónicas con guirnaldas, que se peraltan sobre podios. Culmina el conjunto una balaustrada rematada por jarrones.
Posteriormente fue nombrado miembro de la Academia de San Lucas de Roma. Y ya en 1801 hizo la ermita de San Pedro de Ubrique. También en 1801 dibujó los planos del mausoleo de la ciudad romana de Ocuri.
Las obras de Olivares y de otros arquitectos, como Torcuato Benjumeda, constituyen la plasmación en el área gaditana de los principios del neoclasicismo.
En la proliferación de obras de este estilo desempeñó un papel muy importante la Academia de San Fernando de Madrid (y otras que se crearon en la época, como la misma de Cádiz). La institución madrileña desde 1777, por orden de Carlos III, fue la responsable de aprobar los proyectos para nuevas edificaciones, las cuales, además, debían ser realizadas por algún miembro de la Academia.
Miguel de Olivares Guerrero murió en Cádiz, ciudad en la que residía, el 25 de abril de 1813.